# Get Out of Your Own Way
"Get Out of Your Own Way" é uma canção da banda de rock irlandesa U2. É a quarta faixa e segundo single do álbum Songs of Experience (2017), sendo lançada em 23 de março de 2018. Foi produzida por Ryan Tedder, Steve Lillywhite, Brent Kutzle e Jolyon Thomas. As letras da canção foram escritas por Bono, na temática de sua relação com suas filhas, Eve e Jordan Hewson.
A canção também conta com a participação do rapper Kendrick Lamar ao final da faixa. Não obteve o mesmo índice de sucesso como o seu single anterior, "You're the Best Thing About Me" (2017), entretanto, "Get Out" esteve presente em dez paradas musicais distintas, principalmente nas tabelas da Billboard. A canção fez sua estréia ao vivo em maio de 2018, durante a noite de abertura da turnê Experience Tour, sendo tocada em todos os concertos. 

## Escrita e gravação

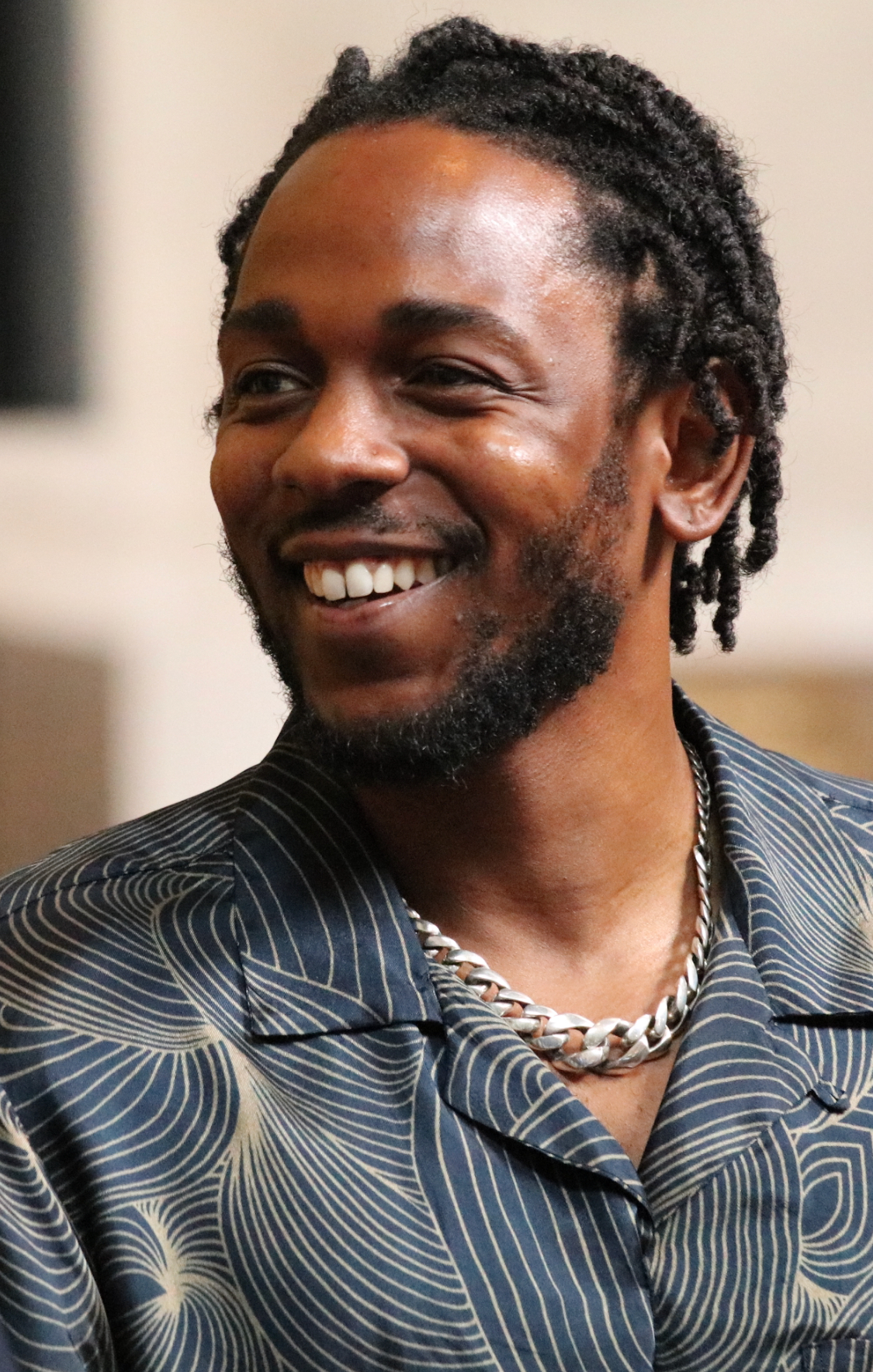
Kendrick Lamar participa tanto no final (outro) de "Get Out", como na introdução (intro) de "American Soul".

Liricamente, a canção é dirigida às filhas de Bono, Eve e Jordan Hewson, com palavras de encorajamento para não serem o pior inimigo de qualquer pessoa, servindo como conselho a respeito das desilusões da vida.
"Get Out of Your Own Way" também faz referência à crise política dos Estados Unidos, afirmando que a deusa romana, Liberta, recebeu um "beijo de traição". Musicalmente, a música foi comparada ao single "Beautiful Day" (2000), da banda. Durante a passagem de "Get Out" para a canção "American Soul", incluiu-se os vocais do rapper Kendrick Lamar; o que Bono afirmou ser uma "pregação interrompida" de Lamar, dando uma irônica opinião sobre as bem-aventuranças, com os seguintes versos:
"Abençoados são os arrogantes / Pois existe o reino de sua própria companhia / Abençoados são os superstars / Para a magnificência em sua luz / Entendemos melhor nossa própria insignificância / Abençoados são os podre de ricos / Pois você só pode realmente ter o que você liberta, como sua dor".

## Lançamento e promoção

Performance da canção durante a cerimonia de abertura do Prêmio Grammy de 2018.

O grupo realizou um mini-concerto na praça Trafalgar Square, em Londres. Entre elas, tocaram a canção antes de receberem o Prêmio EMA na categoria de "Ícone Global" de 2017. Também executaram a canção transmitida pela BBC One, em dezembro de 2017.
No final de janeiro de 2018, o U2 apresentou-se duas vezes durante a cerimonia principal do Prêmio Grammy de 2018: A primeira, participou da canção "XXX" em apoio a Lamar, junto com Dave Chappelle. Antes da segunda apresentação da banda, a cantora pop cubana Camila Cabello deu início a um discurso a respeito do DREAM Act: "Essas crianças não podem ser esquecidas e valem a pena lutar pela causa".
Após o discurso, a segunda performance dos irlandeses deu partida ao tocarem "Get Out", fazendo ode aos imigrantes da fronteira. Durante esta promoção da canção como single, a banda tocou sobre uma plataforma ao ar livre, com vista para a Baía de Nova York, na Ilha Ellis — podendo ser visualizada a Estátua da Liberdade ao fundo, com transmissão do evento no Madison Square Garden, no centro de Manhattan.

## Vídeo da música

Na imagem capturada no vídeo, um dos diversos contextos polêmicos, este caracteriza-se pelas mortes dos refugiados no Mar Mediterrâneo.

O vídeo musical da canção foi realizado através de um stop motion, sendo dirigifo pelo grupo israelense de grafite, Broken Fingaz Crew. No vídeo, a banda conseguiu misturar uma paisagem colorida associados a temas políticos. O vídeo se inicia com uma mulher angustiada e um crânio em chamas, com referenciais diretamente políticos: Membros da Ku Klux Klan em marcha e tochas na mão, enquanto o presidente Donald Trump observa do Salão Oval. No segundo plano, o U2 combina um call to action com uma apresentação dos integrantes em um show. Frases como "lute de volta" ou "se eu pudesse fazer tudo certo" – esta última frase, em alusão aos refugiados que morreram afogados durante a travessia do Mar Mediterrâneo durante a atual crise migratória na Europa e, ao mesmo tempo, com a polêmica de imigração nos Estados Unidos estabelecidas por Trump; também aborda em um contexto sobre o racismo.
O grupo Broken Fingaz Crew, imaginou o clipe como uma resposta direta às principais manchetes do ano. Eles declararam: "2017 para nós, foi o ano em que os fascistas em todo o mundo se sentiram confiantes o suficiente para levantar a cabeça novamente, encorajados por Trump e outros líderes mundiais que usam o medo nas pessoas para construir mais paredes e segregação. A música é tanto uma carta pessoal quanto um clarim, chamando a atenção para a situação global e, da mesma forma, combinamos nosso estilo pop psicodélico com imagens políticas". O vídeo musical foi lançado em 18 de janeiro de 2018, logo após às controversas declarações de Bono, sobre como a música internacional estar "muito feminina", o que ele mais tarde veio a esclarecer durante um ensaio sobre o assunto.

## Recepção da crítica
| Críticas profissionais | Críticas profissionais |
| Avaliações da crítica  | Avaliações da crítica  |
| Fonte                  | Avaliação              |
| ---------------------- | ---------------------- |
| The Musical Hype       | [ 8 ]                  |

Olaf Tyaransen, da Hot Press, em sua avaliação sobre a canção, imaginando como uma carta aberta às filhas de Bono, "o single termina com um brilhante discurso de 'pregação interrompida' de Lamar, ao seguir para a próxima faixa". Mark Kavanagh, da Buzz, afirmou que sua composição faz "dela uma digna canção para ser lançada em um Best Of, futuramente [...] com Kendrick Lamar em participação especial, que foi gravada apenas algumas semanas antes do álbum ser concluído".
A The Musical Hype afirmou que a canção "abre com sons misteriosos e sonoros. A guitarra em sintonia com o lírico [...] Bono oferece vocais claros nos versos. No segundo verso, indiscutivelmente ela progride mais confiante. O refrão é simples, cativante e edificante. Além disso, tem influências da música pop. Esta é a maior conquista de 'Get Out'". A revisão de Calum Marsh, da Pitchfork Media, afirmando do motivo do álbum ser considerado "moderno", com a canção remetendo à banda indie rock canadense Arcade Fire. David Fricke, disse que "seu efeito gera uma carga dinâmica de ânimo [...] com a guitarra tocada com bravura".

## Lista de faixas
- Download digital

1. "Get Out of Your Own Way" –  3:30
2. "Get Out of Your Own Way" (Acoustic Version) – 2:56

- Remix[25][26]

1. "Get Out of Your Own Way" (Afrojack Remix) – 4:07
2. "Get Out of Your Own Way" (Switch Remix) – 3:41

## Paradas musicais
| País/Parada (2017–18)                    | Melhor posição |
| ---------------------------------------- | -------------- |
| Bélgica (Ultratop Flandres)              | 6              |
| Bélgica (Ultratop Valônia)               | 16             |
| Estados Unidos (Adult Alternative Songs) | 3              |
| Estados Unidos (Adult Pop Songs)         | 31             |
| Estados Unidos (LyricFind Global)        | 6              |
| Estados Unidos (Hot Rock Songs)          | 29             |
| Estados Unidos (Rock Airplay)            | 39             |
| Estados Unidos (Rock Digital Song Sales) | 17             |
| França (SNEP)                            | 89             |
| Suíça (Schweizer Hitparade)              | 73             |

## Créditos
| U2 - Bono – vocal - The Edge – guitarra, backing vocal - Adam Clayton – baixo - Larry Mullen Jr. – bateria, percussão Pessoal adicional - Teclado – Brent Kutzle, Gosha Usov, Jolyon Thomas - Guitarra – Jolyon Thomas - Backing vocal – Ryan Tedder | Técnica - Produção – Ryan Tedder, Steve Lillywhite, Brent Kutzle, Jolyon Thomas - Produção adicional – Jacknife Lee - Outro – Kendrick Lamar - Engenharia de áudio – Rich Rich, Tyler Spry, Matty Green - Assistência de engenharia – Christopher Henry, Gosha Usov - Engenharia adicional – Drew Bang, Matt Bishop, Declan Gaffney - Mixagem – Tom Elmhirst - Assistência de mixagem – Brandon Bost |